# نادي نورشوبينغ
نادي نوركوبنغ (بالسويدية: Idrottsföreningen Kamraterna Norrköping) هو نادي كرة قدم سويدي يتمركز في مدينة نوركوبينغ في السويد، تأسس في سنة 1897، يعتبر من أقوى الأندية في السويد حيث تمكن من الفوز بلقب الدوري 30 مرة بينما فاز بلقب الكأس 6 مرات.